# Клуб Михаила Чигорина
Клуб Михаила Чигорина — символический клуб, объединяющий шахматистов всего мира, выигравших хотя бы одну партию с классическим контролем времени в официальном очном соревновании у действующего чемпиона мира. Не учитываются результаты консультационных, тематических и тренировочных соревнований. Шахматист, однажды завоевавший звание чемпиона мира по классической версии, выбывает из состава клуба.
Клуб создан по инициативе статистика шахмат Виталия Гниренко и назван в честь русского шахматиста Михаила Ивановича Чигорина (1850—1908), который 20 января 1889 года первым победил первого чемпиона мира по шахматам Вильгельма Стейница и побеждал его ещё в 13 партиях, но стать чемпионом мира ему так и не удалось. Впервые статья с описанием принципа отбора в клуб, и выпиской из хронологического реестра членов клуба была опубликована в журнале «64 — Шахматное обозрение», № 1 за 2012 год.
В истории шахмат известны 18 чемпионов мира по классической версии. Первым был Вильгельм Стейниц, а 12 декабря 2024 года восемнадцатым стал Гукеш Доммараджу. Победа только над чемпионом мира из этого списка позволяет стать членом клуба Михаила Чигорина. Победы над чемпионами мира по другим версиям для членства в клубе Михаила Чигорина не учитываются.

## История
Выиграть у действующего чемпиона мира на официальном соревновании с классическим контролем престижно для любого шахматиста. Но этого не удавалось достичь многим выдающимся гроссмейстерам прошлого, таким как Рудольф Шпильман, Арон Нимцович, Геза Мароци, Сало Флор, Леонид Штейн, Лев Полугаевский. В то же время многие шахматисты, одержавшие сенсационные победы над чемпионами мира, забыты.
Не побеждали чемпионов мира по классической версии чемпионы мира по версии ФИДЕ (1999—2000) Александр Халифман и (2004—2005) Рустам Касымджанов.
Ни одна женщина-шахматистка, в том числе Вера Менчик, Юдит Полгар, имеющие великолепные результаты в мужских соревнованиях, никогда не побеждала действующих чемпионов мира в партиях с классическим контролем.
Сохранить для истории шахмат имена всех, кто хотя бы однажды побеждал действующего чемпиона мира, является основной целью создания клуба Михаила Чигорина.
Первое упоминание в прессе о клубе приведено в республиканской газете «Туркменская искра» от 3 июня 1995 года. Опубликованная в ней статья была написана по материалам письма Виталия Гниренко местному мастеру Анатолию Кудряшову, победившему в 1967 году чемпиона мира Тиграна Петросяна.
В 1998 году омская газета шахматной истории «Шахматное время» в номере от 25 февраля подробно осветила рекорды членов клуба Михаила Чигорина.
В январе 2017 года в Ростове-на-Дону вышел первый номер шахматного бюллетеня «Клуб Михаила Чигорина». Материал бюллетеня формата А4 представлен на русском и английском языках.
В настоящее время в Клубе Михаила Чигорина состоит 119 шахматистов.
Утратили членство в клубе 15 чемпионов мира. Вильгельм Стейниц, Анатолий Карпов и Дин Лижэнь в нём не состояли.

## Состав клуба
| №    | Победитель чемпиона мира  | Год и место проведения соревнования | Побеждённый чемпион мира |
| ---- | ------------------------- | ----------------------------------- | ------------------------ |
| 1.   | Михаил Чигорин            | 1889. Гавана                        | Вильгельм Стейниц        |
| 2.   | Исидор Гунсберг           | 1890. Нью-Йорк                      | Вильгельм Стейниц        |
| 3.   | Курт фон Барделебен       | 1895. Гастингс                      | Эмануил Ласкер           |
| 4.   | Зигберт Тарраш            | 1895. Гастингс                      | Эмануил Ласкер           |
| 5.   | Джозеф Блэкберн           | 1895. Гастингс                      | Эмануил Ласкер           |
| 6.   | Гарри Пильсбери           | 1895 / 96. Санкт-Петербург          | Эмануил Ласкер           |
| 7.   | Давид Яновский            | 1896. Нюрнберг                      | Эмануил Ласкер           |
| 8.   | Рудольф Харузек           | 1896. Нюрнберг                      | Эмануил Ласкер           |
| 9.   | Фрэнк Джеймс Маршалл      | 1900. Париж                         | Эмануил Ласкер           |
| 10.  | Карл Шлехтер              | 1904. Кембридж-Спрингс              | Эмануил Ласкер           |
| 11.  | Акиба Рубинштейн          | 1909. Санкт-Петербург               | Эмануил Ласкер           |
| 12.  | Фёдор Дуз-Хотимирский     | 1909. Санкт-Петербург               | Эмануил Ласкер           |
| 13.  | Осип Бернштейн            | 1914. Санкт-Петербург               | Эмануил Ласкер           |
| 14.  | Рихард Рети               | 1924. Нью-Йорк                      | Хосе Рауль Капабланка    |
| 15.  | Александр Ильин-Женевский | 1925. Москва                        | Хосе Рауль Капабланка    |
| 16.  | Борис Верлинский          | 1925. Москва                        | Хосе Рауль Капабланка    |
| 17.  | Ефим Боголюбов            | 1929. Висбаден                      | Александр Алехин         |
| 18.  | Герман Матисон            | 1931. Прага                         | Александр Алехин         |
| 19.  | Артур Уильям Дейк         | 1932. Пасадена                      | Александр Алехин         |
| 20.  | Савелий Тартаковер        | 1933. Фолкстон                      | Александр Алехин         |
| 21.  | Петрус ван Хорн           | 1937. Лейден.                       | Макс Эйве                |
| 22.  | Андрэ Лилиенталь          | 1937. Стокгольм                     | Макс Эйве                |
| 23.  | Торстен Гауффин           | 1937. Стокгольм                     | Макс Эйве                |
| 24.  | Владимир Петров           | 1938. Маргет                        | Александр Алехин         |
| 25.  | Ройбен Файн               | 1938. Амстердам                     | Александр Алехин         |
| 26.  | Карел Опоченский          | 1941. Мюнхен                        | Александр Алехин         |
| 27.  | Бьёрн Нильсен             | 1941. Мюнхен                        | Александр Алехин         |
| 28.  | Клаус Юнге                | 1942. Зальцбург                     | Александр Алехин         |
| 29.  | Людвиг Рельштаб           | 1942. Мюнхен                        | Александр Алехин         |
| 30.  | Артуро Бонет              | 1945. Хихон                         | Александр Алехин         |
| 31.  | Антонио Медина            | 1945. Хихон                         | Александр Алехин         |
| 32.  | Лопес Нуньес              | 1945. Альмерия                      | Александр Алехин         |
| 33.  | Франсишку Люпи            | 1946. Эшторил                       | Александр Алехин         |
| 34.  | Пауль Керес               | 1948. Москва                        | Михаил Ботвинник         |
| 35.  | Давид Бронштейн           | 1951. Москва                        | Михаил Ботвинник         |
| 36.  | Николай Копылов           | 1951. Москва                        | Михаил Ботвинник         |
| 37.  | Ефим Геллер               | 1951. Москва                        | Михаил Ботвинник         |
| 38.  | Йожеф Сий                 | 1952. Будапешт                      | Михаил Ботвинник         |
| 39.  | Марк Тайманов             | 1952. Москва                        | Михаил Ботвинник         |
| 40.  | Самуэль Решевский         | 1955. Москва                        | Михаил Ботвинник         |
| 41.  | Мирослав Филип            | 1957. Баден                         | Василий Смыслов          |
| 42.  | Андреас Дюкштейн          | 1958. Мюнхен                        | Михаил Ботвинник         |
| 43.  | Джонатан Пенроуз          | 1960. Лейпциг                       | Михаил Таль              |
| 44.  | Вольфганг Унцикер         | 1961. Обергаузен.                   | Михаил Ботвинник         |
| 45.  | Вольфганг Ульман          | 1962. Варна                         | Михаил Ботвинник         |
| 46.  | Светозар Глигорич         | 1963. Лос-Анджелес                  | Тигран Петросян          |
| 47.  | Виктор Корчной            | 1963. Москва                        | Тигран Петросян          |
| 48.  | Владимир Либерзон         | 1964. Москва                        | Тигран Петросян          |
| 49.  | Лайош Портиш              | 1965. Загреб                        | Тигран Петросян          |
| 50.  | Бент Ларсен               | 1966. Санта-Моника                  | Тигран Петросян          |
| 51.  | Анатолий Кудряшов         | 1967. Москва                        | Тигран Петросян          |
| 52.  | Борислав Ивков            | 1968. Пальма де Мальорка            | Тигран Петросян          |
| 53.  | Ульф Андерссон            | 1975. Милан                         | Анатолий Карпов          |
| 54.  | Эугенио Торре             | 1976. Манила                        | Анатолий Карпов          |
| 55.  | Александр Белявский       | 1977. Ленинград                     | Анатолий Карпов          |
| 56.  | Ян Тимман                 | 1978. Бугойно                       | Анатолий Карпов          |
| 57.  | Игорь Иванов              | 1979. Москва                        | Анатолий Карпов          |
| 58.  | Энтони Майлс              | 1980. Скара                         | Анатолий Карпов          |
| 59.  | Юрий Балашов              | 1980. Ростов-на-Дону                | Анатолий Карпов          |
| 60.  | Золтан Рибли              | 1980. Амстердам.                    | Анатолий Карпов          |
| 61.  | Фридрик Олафссон          | 1980. Буэнос-Айрес                  | Анатолий Карпов          |
| 62.  | Властимил Горт            | 1981. Амстердам                     | Анатолий Карпов          |
| 63.  | Карлос Гарсия Палермо     | 1982. Мар-дель-Плата                | Анатолий Карпов          |
| 64.  | Яссер Сейраван            | 1982. Лондон                        | Анатолий Карпов          |
| 65.  | Любомир Любоевич          | 1982. Турин                         | Анатолий Карпов          |
| 66.  | Зураб Азмайпарашвили      | 1983. Москва                        | Анатолий Карпов          |
| 67.  | Вольфрам Хартман          | 1983. Ганновер                      | Анатолий Карпов          |
| 68.  | Найджел Шорт              | 1986. Брюссель                      | Гарри Каспаров           |
| 69.  | Андрей Соколов            | 1988. Рейкьявик                     | Гарри Каспаров           |
| 70.  | Артур Юсупов              | 1989. Барселона                     | Гарри Каспаров           |
| 71.  | Борис Гулько              | 1990. Линарес                       | Гарри Каспаров           |
| 72.  | Василий Иванчук           | 1991. Линарес                       | Гарри Каспаров           |
| 73.  | Гата Камский              | 1992. Дортмунд                      | Гарри Каспаров           |
| 74.  | Роберт Хюбнер             | 1992. Дортмунд                      | Гарри Каспаров           |
| 75.  | Жоэль Лотье               | 1994. Линарес                       | Гарри Каспаров           |
| 76.  | Александр Шнейдер         | 1994. Лион                          | Гарри Каспаров           |
| 77.  | Веселин Топалов           | 1994. Москва                        | Гарри Каспаров           |
| 78.  | Йерун Пикет               | 1995. Амстердам                     | Гарри Каспаров           |
| 79.  | Пётр Свидлер              | 1997. Тилбург                       | Гарри Каспаров           |
| 80.  | Иван Соколов              | 1999. Вейк-ан-Зее                   | Гарри Каспаров           |
| 81.  | Александр Морозевич       | 2001. Вейк-ан-Зее                   | Владимир Крамник         |
| 82.  | Руслан Пономарёв          | 2003. Вейк-ан-Зее                   | Владимир Крамник         |
| 83.  | Алексей Широв             | 2003. Вейк-ан-Зее                   | Владимир Крамник         |
| 84.  | Люк ван Вели              | 2003. Вейк-ан-Зее                   | Владимир Крамник         |
| 85.  | Владимир Акопян           | 2004. Вейк-ан-Зее                   | Владимир Крамник         |
| 86.  | Майкл Адамс               | 2004. Вейк-ан-Зее                   | Владимир Крамник         |
| 87.  | Петер Леко                | 2004. Бриссаго                      | Владимир Крамник         |
| 88.  | Эмиль Сутовский           | 2005. Дортмунд                      | Владимир Крамник         |
| 89.  | Этьен Бакро               | 2005. Дортмунд                      | Владимир Крамник         |
| 90.  | Евгений Бареев            | 2005. Москва                        | Владимир Крамник         |
| 91.  | Теймур Раджабов           | 2008. Вейк-ан-Зее                   | Вишванатан Ананд         |
| 92.  | Левон Аронян              | 2008. Морелия                       | Вишванатан Ананд         |
| 93.  | Хикару Накамура           | 2011. Лондон                        | Вишванатан Ананд         |
| 94.  | Сергей Тивяков            | 2012. Баден-Баден                   | Вишванатан Ананд         |
| 95.  | Борис Гельфанд            | 2012. Москва                        | Вишванатан Ананд         |
| 96.  | Ван Хао                   | 2013. Вейк-ан-Зее                   | Вишванатан Ананд         |
| 97.  | Фабиано Каруана           | 2013. Цюрих                         | Вишванатан Ананд         |
| 98.  | Аркадий Найдич            | 2014. Тромсё                        | Магнус Карлсен           |
| 99.  | Иван Шарич                | 2014. Тромсё                        | Магнус Карлсен           |
| 100. | Радослав Войташек         | 2015. Вейк-ан-Зее                   | Магнус Карлсен           |
| 101. | Йон Хаммер                | 2015. Ставангер                     | Магнус Карлсен           |
| 102. | Александр Грищук          | 2015. Сент-Луис                     | Магнус Карлсен           |
| 103. | Янник Пеллетье            | 2015. Рейкьявик                     | Магнус Карлсен           |
| 104. | Сергей Карякин            | 2016. Нью-Йорк                      | Магнус Карлсен           |
| 105. | Рихард Раппорт            | 2017. Вейк-ан-Зее                   | Магнус Карлсен           |
| 106. | Максим Вашье-Лаграв       | 2017. Сент-Луис                     | Магнус Карлсен           |
| 107. | Бу Сянчжи                 | 2017. Тбилиси.                      | Магнус Карлсен           |
| 108. | Ян Непомнящий             | 2017. Лондон                        | Магнус Карлсен           |
| 109. | Уэсли Со                  | 2018. Ставангер                     | Магнус Карлсен           |
| 110. | Шахрияр Мамедьяров        | 2018. Биль                          | Магнус Карлсен           |
| 111. | Ян-Кшиштоф Дуда           | 2020. Ставангер                     | Магнус Карлсен           |
| 112. | Андрей Есипенко           | 2021. Вейк-ан-Зее                   | Магнус Карлсен           |
| 113. | Ханс Моке Ниманн          | 2022. Сент-Луис                     | Магнус Карлсен           |
| 114. | Аниш Гири                 | 2023. Вейк-ан-Зее                   | Магнус Карлсен           |
| 115. | Нодирбек Абдусатторов     | 2023. Вейк-ан-Зее                   | Магнус Карлсен           |
| 116. | Алиреза Фирузджа          | 2023. Бухарест                      | Дин Лижэнь               |
| 117. | Рамешбабу Прагнанандха    | 2024. Вейк-ан-Зее                   | Дин Лижэнь               |
| 118. | Ле Куанг Льем             | 2024. Будапешт                      | Дин Лижэнь               |
| 119. | Арджун Эригайси           | 2025. Вейк-ан-Зее                   | Гукеш Доммараджу         |

## Основные рекорды клуба
Самым результативным по числу побед над чемпионами мира является Михаил Чигорин с 15 победами: 14 партий он выиграл у Вильгельма Стейница и одну у Эмануила Ласкера.
Примерами спортивного долголетия отличается карьера сильнейшего английского шахматиста конца XIX века Джозефа Блэкберна (1841—1924). Он в возрасте 53 лет первый раз победил чемпиона мира Эмануила Ласкера на турнире в Гастингсе (1895) и повторно через 4 года на турнире в Лондоне (1899).
В 1992 году американский гроссмейстер Гата Камский в 17-летнем возрасте победил чемпиона мира Гарри Каспарова на турнире в Дортмунде и стал самым молодым членом клуба.
Самую короткую партию выиграл у чемпиона мира гроссмейстер Владимир Либерзон (1937—1996) в 1964 году. Тигран Петросян сдался на 15-м ходу.
Анишу Гири в 2023 году удалось победить двух действующих чемпионов мира: в январе на турнире в Вейк-ан-Зее Магнуса Карлсена, а в мае на турнире в Бухаресте — Дин Лижэня.
Гукешу Доммараджу принадлежит рекорд по минимальному времени пребывания в Клубе Михаила Чигорина — 16 дней.
Рекорд по длительности пребывания в Клубе принадлежит Вишванатану Ананду — 15 лет 9 месяцев 29 дней.

## Другие символические клубы шахматистов
Повышенный интерес к публикациям о Клубе Михаила Чигорина и достижениям его членов в партиях с чемпионами мира способствовал появлению других символических клубов шахматистов. По инициативе Виталия Гниренко были учреждены символические клубы Гарри Пильсбери, Эугенио Торре и Ефима Боголюбова.
- Клуб Гарри Пильсбери объединяет шахматистов, которые смогли выиграть две партии у действующего чемпиона мира в ходе одного соревнования, не являющегося официальным матчем на первенство мира. Гарри Пильсбери сумел сделать это первым в истории в ходе турнира в Санкт-Петербурге в 1895 году. В 1909 году Давид Яновский также дважды победил Эммануила Ласкера. Ройбен Файн смог выиграть обе партии у Александра Алехина в ходе АВРО-турнира 1938 года. В дальнейшем в клуб вошли Виктор Корчной (1965) и Бент Ларсен (1966), выигравшие по две партии у Тиграна Петросяна. С 1966 года клуб Пильсбери не пополнялся новыми членами.
- Клуб Эугенио Торре объединяет шахматистов, которым удалось занять первое место в турнире с участием чемпиона мира, победив его хотя бы в одной из партий этого турнира. Впервые в истории шахмат это удалось сделать филиппинскому гроссмейстеру Эугенио Торре, который выиграл международный турнир в Маниле в 1976 году, при этом обыграв чемпиона мира Анатолия Карпова. В дальнейшем это достижение повторили и другие шахматисты:
  - Ян Тимман (Мар-дель-Плата, 1982)
  - Василий Иванчук (Линарес, 1991)
  - Вишванатан Ананд (Реджо-Эмилия, 1991/92)
  - Жоэль Лотье (Амстердам, 1995)
  - Гарри Каспаров (Астана, 2001)
  - Веселин Топалов (София, 2005; Бильбао, 2008; Ставангер, 2015)
  - Фабиано Каруана (Цюрих, 2013; Сент-Луис, 2014)
  - Левон Аронян (Ставангер, 2017)
  - Максим Вашье-Лаграв (Сент-Луис, 2017)
  - Шахрияр Мамедьяров (Биль, 2018)
  - Аниш Гири (Вейк-ан-Зее, 2023)
  - Алиреза Фирузджа (Сент-Луис, 2024)
  - Магнус Карлсен (Ставангер, 2025)
- Клуб Ефима Боголюбова объединяет членов клуба Михаила Чигорина, которые имеют победный счёт с действующим чемпионом мира, сыграв с ним не менее четырёх классических партий в официальных соревнованиях. Первым таким шахматистом был Ефим Боголюбов, который в 1936—1937 годах имел положительный счёт с Максом Эйве (+2, −0, =2). В дальнейшем подобного успеха добивались или имеют на настоящий момент ещё 15 шахматистов:
  - Ройбен Файн (+2, −0, =2 с Александром Алехиным)
  - Пауль Керес (+3, −1, =2 с Михаилом Ботвинником)
  - Ефим Геллер (+3, −1, =3 с Михаилом Ботвинником и +1, −0, =3 с Тиграном Петросяном)
  - Лайош Портиш (+3, −0, =5 с Тиграном Петросяном)
  - Виктор Корчной (+3, −0, =3 с Тиграном Петросяном)
  - Жоэль Лотье (+2, −1, =7 с Гарри Каспаровым)
  - Майкл Адамс (+2, −0, =7 с Владимиром Крамником и +2, −0, =5 с Вишванатаном Анандом)
  - Василий Иванчук (+1, −0, =11 с Вишванатаном Анандом)
  - Левон Аронян (+5, −1, =14  с Вишванатаном Анандом)
  - Хикару Накамура (+3, −0, =8  с Вишванатаном Анандом)
  - Фабиано Каруана (+2, −1, =6  с Вишванатаном Анандом и +1, -0, =3 с Гукешем Доммараджу)
  - Веселин Топалов (+2, −1, =5 с Магнусом Карлсеном)
  - Аркадий Найдич (+2, −1, =2 с Магнусом Карлсеном)
  - Андрей Есипенко (+1, −0, =3 с Магнусом Карлсеном)
  - Алиреза Фирузджа (+4, -0, =1 с Дин Лижэнем)
- По результатам женских соревнований в шахматах также есть символический клуб. Он носит имя Валли Геншель — первой в истории шахматистки, которой удалось победить в классику действующую чемпионку мира по шахматам (тогда ей была Вера Менчик). Клуб создан по инициативе московского статистика шахмат Алексея Захарова.
- Отказ Магнуса Карлсена защищать звание чемпиона мира в 2023 году повысил интерес к еще двум символическим Клубам, созданным по инициативе Виталия Гниренко: Роберта Фишера и Тиграна Петросяна.
  - Клуб Роберта Фишера объединяет шахматистов, обладавших высшим рейтингом ФИДЕ, после первой официальной публикации рейтинг листа в июле 1971 года. В настоящее время в состав этого клуба входят:
    - Роберт Фишер
    - Анатолий Карпов
    - Гарри Каспаров
    - Владимир Крамник
    - Веселин Топалов
    - Вишванатан Ананд
    - Магнус Карлсен

  - Клуб Тиграна Петросяна объединяет шахматистов, которые хотя бы один раз в официальном соревновании в классике побеждали обладателя высшего рейтинга ФИДЕ. В настоящее время  в состав этого клуба входит 77 шахматистов. С полным хронологическим составом Клуба Тиграна Петросяна можно ознакомиться на сайте Клуба Михаила Чигорина.
- Клуб Михаила Ботвинника объединяет шахматистов, которым удавалось побеждать четырёх действующих чемпионов мира по шахматам в официальных соревнованиях с классическим контролем времени. Первому такого успеха удалось достичь советскому гроссмейстеру Михаилу Ботвиннику 12 октября 1964 года. В этот день он победил чемпиона мира Тиграна Петросяна. Ранее он побеждал чемпионов мира Александра Алехина, Василия Смыслова и Михаила Таля. Достижение Михаила Ботвинника в 2015 году удалось повторить болгарскому гроссмейстеру Веселину Топалову, а на турнире в Ставангере 2025 года — американским гроссмейстерам Хикару Накамуре и Фабиано Каруане[53].